# کینتانییا د آریبا
کینتانییا د آریبا (به اسپانیایی: Quintanilla de Arriba) یک شهرستان در اسپانیا است که در استان وایادولید واقع شده‌است.